# 沼本憲明
沼本 憲明（ぬまもと のりあき）は、山口県岩国市周東町出身の肉職人。WAGYU JAPAN㈱ 代表取締役。㈱ミコー食品 代表取締役。

## 略歴
15歳の時兵庫県姫路市にて食肉の修業をスタートし、3年間食肉知識、捌き、整形を修行。18歳で竹岸食肉専門学校へ進学。卒業後、精肉専門店（店長兼バイヤー兼任）を経て、大阪南港市場にて1頭買いの仕入れをし、あわせて目利きも修行。その後帰省し、家業であるミコー食品に入社。包丁さばきは「沼本カット」と呼ばれ、国内外にて和牛の普及に努める。
- 2014年

　　 4月　成都・上海 和牛カットセミナー講師
　　 8月　モナコ 神戸ビーフカットセミナー講師
- 2015年

　　 8月　アムステルダム 神戸ビーフカットセミナー講師
　　11月　アテネ 和牛PRカットイベント 
- 2016年

　　 2月　ドバイ Gulfood カットセミナー講師
　　10月　モスクワ 和牛PRカットイベント
　　11月　バンコク 尾崎牛カットセミナー講師
　　12月　アブダビ 和牛PRカットイベント
- 2017年

　　 2月　モスクワ PROD EXPO 2017 カットセミナー講師
　　 6月　バンコク 和牛PRカットイベント
　　 7月　上海 和牛PRカットイベント
　　 8月　モナコ Beef Bar カットセミナー講師
　　 9月　ニューヨーク カットセミナー講師
　　10月　サンクトペテルブルク 和牛PRカットイベント
　　11月　モスクワ 和牛PRカットイベント
　　12月　トロント 和牛PRカットイベント
- 2018年

　　 2月　モスクワ BLACK STAR BURGER PRIME カットセミナー講師
　　 3月　ドバイ Gulfood カットセミナー講師
　　 4月　バンコク 和牛カットセミナー講師　　
　　 7月　ハワイ PRIVATE SOCIETY カットセミナー講師
　　 8月　パリ 和牛PRカットイベント
　　 8月　モナコ 和牛PRカットイベント
　　 9月　メキシコ 和牛PRカットイベント
　　 9月　上海 和牛カットセミナー講師
　　10月　シンガポール 和牛PRカットイベント
　　10月　ニューヨーク 五絆ソサエティーベネフィット・イベント 
　　12月　和牛PRカットイベント
- 2019年

　　 1月　シドニー 和牛PRカットイベント 
　　 1月　バンコク 和牛PRカットイベント
　　 2月　ニューヨーク 和牛PRカットイベント
　　 3月　ドバイ 和牛PRカットイベント
　　 4月　サンフランシスコ 和牛カットセミナー講師
　　 6月　ニューヨーク 和牛カットセミナー講師
　　 9月　メキシコシティ 和牛PRカットイベント  
　　10月　シンガポール 和牛PRカットイベント
　　10月　モスクワ 和牛PRカットイベント
　　11月　ホーチミン 和牛PRカットイベント
　　12月　アムステルダム 和牛PRカットイベント
　　12月　ブリュッセル 和牛PRカットイベント

## 沼本カット
通常、牛肉は１頭を半身にして１２～４０部位にカットするが、沼本カットは半身で牛肉を１２０部位にカットする画期的なもの。沼本氏が創り出した独自技術で、薄い筋を取り除き、筋肉の繊維にそって切り分けるカットにより長時間経っても肉のドリップが出ず、変色も少なくすることができる。これまでスライスにしかできなかった部位がステーキとしても食べられるようになり、海外の食肉雑誌やカットイベントに多く取り上げられ和牛に付加価値をつけるカット技術として世界から注目されている。

## テレビ出演
- 世界!ニッポン行きたい人応援団
- SUNDAY'S POST-TOKYO FM/JFN[24]
- そ～だったのかンパニー[25]
- 尾行バラエティ ドコへ行くのか!?[26]